# 波多野秀親
波多野 秀親（はたの ひでちか）は、戦国時代の武将。丹波国数掛山城主。

## 生涯
丹波国多紀郡を本拠とする波多野氏の一族で、波多野秀長の子とみられる。
秀親は秀長と同じく波多野氏の重臣として仕え、波多野氏が代官職を手にしていた禁裏御料の上村荘（丹波国桑田郡本梅周辺）を支配した。
大永6年（1526年）に惣領家当主の波多野元清が細川高国に反旗を翻した際は、元清らとともに細川晴元方として戦った（神尾合戦）。
この後、桂川合戦の論功行賞にともなってか、大永8年（1528年）6月までに「波多野次郎」から「松井与兵衛尉」に名を改めている。秀親の拠点・上村荘の付近には松井宗信ら松井氏が勢力を保持しており、松井氏に改姓することでこの地における支配が有利になった可能性がある。また松井姓を名乗ったのは波多野氏が宗信と同じ晴元陣営にいる時のみであり、宗信とは別の松井一族の名跡を継いだものと思われる。この後、「波多野与兵衛」の名乗りと共に松井姓が使われるが、天文14年（1545年）以降は波多野姓のみが用いられている。
天文3年（1534年）7月2日には波多野秀忠より船井郡代に任じられ、桑田郡や多紀郡においても代官職を与えられている。
同年と推定される7月22日の京口合戦では細川晴国方として戦い、与力や被官が多数討死しているが、翌天文4年（1535年）7月、秀忠の子・太藤丸の上洛に付き従っており、この時までに波多野氏は細川晴元方に帰参していた。
天文13年（1544年）10月15日には京都御所の築垣修理を指揮し、翌日、兄とともに山科言継から酒を賜っている。
天文18年（1549年）、江口合戦で細川晴元方が三好長慶に敗れると、秀忠の跡を継いでいた波多野元秀は、秀親やその子・次郎に対し離反しないよう新知を用意している。
天文21年（1552年）正月、江口合戦以来争っていた将軍足利義輝・細川晴元と三好長慶の間で一時和睦がなり、朽木に逃れていた義輝が入洛を果たした。その際、秀親もそれに従って入京している。この時三好方と和議を結んだ秀親は微妙な立場となったとみえ、三好方と敵対し続ける細川晴元や元秀は秀親の帰参に腐心することとなる。同年11月には細川晴元や元秀から知行安堵と引き換えに協力を求められ、翌天文22年（1553年）8月にも元秀から知行地の返付を受ける。こうしたことから、秀忠期にその支配下に入っていた秀親が、元秀に対して相対的に独立性を強めていたことが推測される。
最終的に晴元方への味方を決めた秀親は、同年9月、三好方の松永久秀・長頼兄弟による攻撃を受け、数掛山城に籠城した。晴元方の援軍として香西元成・三好政勝が現れたことで三好方は敗れ、三好方に加わっていた内藤国貞らが戦死する。この戦いの功により、晴元から秀親に感状が送られている。
内藤氏は丹波守護代の家柄で、波多野氏とはその地位を巡って争ってきた。当主の国貞が討死するとその居城・八木城（船井郡）には国貞の娘婿である松永長頼が入り、内藤宗勝と名乗ってその後継者の座に就くと、丹波統治へと乗り出した。
永禄2年（1559年）12月頃、惣領家から離れた秀親・次郎父子は内藤宗勝に帰順し、宗勝から多紀郡内に知行を宛行われている。また波多野元秀の居城・八上城（多紀郡）も宗勝によって制圧され、八上城攻めには波多野次郎も宗勝方として加わっていた。宗勝の手に落ちた八上城へは松永氏の一族・松永孫六が入った。
この後、永禄8年（1565年）8月に内藤宗勝が氷上郡の荻野直正との戦いで討死し、翌永禄9年（1566年）2月には波多野元秀が八上城を奪還するが、秀親の動向は明らかではない。
「波多野勘兵衛尉宗春墓碑」によると、明智光秀の丹波攻略にともない数掛山城は攻め落とされ、秀親は3人の子とともに自害したという。幼い四男は姉の嫁いだ能勢氏のもとに逃れ、のちに波多野勘兵衛尉宗春と名乗ったとされており、吉田新田を開発した吉田勘兵衛（波多野氏に起源を持つ摂津国能勢郡の西田氏出身）との血統上の関係がうかがえる。